# 131ª Squadriglia radar remota
La 131ª Squadriglia Radar Remota (131ª Sq.R.R.) è un ente dell'Aeronautica Militare situato sul monte Jacotenente, nella Riserva naturale Foresta Umbra, all'interno del comune di Monte Sant'Angelo in Provincia di Foggia, precedentemente nota come 31º Gruppo Radar dell'Aeronautica Militare (31° Gr.R.A.M.).

## Storia
Inizia l'attività operativa nel 1963 come "R.P./EW, Ente di Difesa Aerea" della catena NATO con sede operativa in località Monte Jacotenente, sito ai margini della Foresta Umbra.
Nel 1966, il Reparto assume anche la funzione di "Centro di Riporto e Controllo, H.P.R.P./C.R.C./E.W." (Centro di Riporto e Controllo / Early Warning) con la denominazione radio di "Fungo Radar".
Nel luglio del 1974, la denominazione del Reparto cambia ancora, assumendo quella di "31° Centro Radar A.M.". 
Nel 1985, la denominazione del Reparto è nuovamente modificata in "31º Gruppo Radar A.M. (Gr.R.A.M.)".
Nel settembre 1994, a seguito del peggiorare della situazione nei territori dell'Ex Jugoslavia, la zona operativa del 31° Gr.R.A.M. viene coinvolta nel rischieramento dei primi reparti statunitensi. 
Nel giugno 1996 anche il 603º Squadrone tattico alleato da Aviano si rischiera per le operazioni di 'Air-to-air refueling' per i velivoli alleati impegnati nella cosiddetta Area Sonny nel mare Adriatico
Nel 1998 al 2000 a seguito del conflitto in Kosovo, nell'ambito dell'operazione Nato denominata Allied Force, è stato rischierato all'interno del sedime di Jacotenente il 601º squadrone statunitense proveniente da Aviano.
Il 1º novembre 1999, a seguito della ristrutturazione dell'Aeronautica Militare, il 31° Gr.R.A.M. viene soppresso e al suo posto nascono:
- la "131ª Squadriglia Radar Remota", all'interno della ex-zona operativa;
- il " Distaccamento Aeronautico di Jacotenente"[1], all'interno della ex-zona logistica.

## Equipaggiamenti
- Radar bidimensionale "ARGOS-10" (1974 - 2001);
- Radar tridimensionale "RAT31- SL" (1999 - 2015);
- Radar tridimensionale "RAT31- DL" (2015 - OGGI).

## I Comandanti
Dal 1999, anno della sua istituzione, si sono succeduti al Comando i seguenti Ufficiali:
- Ten.Col. Mario Vito De Nicola (dal 1999 al 2010);
- Cap. Samuele Lofano  (dal 2010 al 2015);[2]
- Cap. Michele Lotito (dal 2015 al 2019);[3]
- Cap. Elia Paniccia (dal 2019 al 2023i).[4]
- Cap. Andrea Panzarino (dal 2023 a oggi).[5]